# Tyler, the Creator
Tyler, the Creator, pseudonimo di Tyler Gregory Okonma (Los Angeles, 6 marzo 1991), è un rapper, cantautore, produttore discografico e stilista statunitense.
Grazie al suo stile unico e versatile, è ampiamente considerato come una delle figure più influenti nella cultura popolare della sua generazione, sia nel mondo della musica che in quello della moda. Nel 2019 è stato definito «innovatore dell'anno» da parte del Wall Street Journal, mentre nel 2024 il Los Angeles Times ha incluso il rapper nella categoria di figure che «lasciano il segno» nella città di Los Angeles.
Okonma ha iniziato a guadagnare notorietà negli ultimi anni 2000, emergendo come leader del collettivo di musica alternative hip hop Odd Future, per il quale ha prodotto gran parte dei lavori musicali, oltre ad avere creato tutte le copertine per le pubblicazioni del gruppo e, secondo quanto rivelato in un'intervista con DJ Semtex, aver disegnato tutti gli abiti del gruppo e tutto il merchandise collegato ad esso. Nel 2009 ha pubblicato il suo primo lavoro da solista, l’album Bastard (per un lungo periodo considerato un mixtape) seguito dal suo secondo album in studio Goblin, pubblicato nel 2011; a causa del sound pesantemente influenzato dall'horrorcore e dei testi violenti e trasgressivi di entrambi i progetti, Okonma è stato vittima di varie controversie. In seguito al suo secondo album Wolf (2013), Okonma ha cominciato a separarsi gradualmente da questo stile, virando su un sound influenzato da jazz, soul e R&B nel suo terzo progetto Cherry Bomb, pubblicato nel 2015. Nel 2017 è uscito Flower Boy, che ha ricevuto una generale acclamazione della critica specializzata e un grande successo commerciale, apprezzamenti ricevuti anche dai suoi lavori successivi Igor (2019) e Call Me If You Get Lost (2021), che hanno debuttato alla prima posizione nella classifica statunitense e si sono aggiudicati il Grammy per miglior album rap rispettivamente nel 2020 e nel 2022.
Oltre ai suoi successi musicali, Okonma ha anche fondato due brand di abbigliamento, Golf Wang e Le Fleur, e ha collaborato con brand di massima importanza come Lacoste, Converse e Louis Vuitton, e a partire dal 2012 organizza annualmente il festival musicale Camp Flog Gnaw Carnival, che nel corso degli anni ha potuto contare la partecipazioni di diversi artisti di spessore, tra i quali Kanye West, Kendrick Lamar, Drake, ASAP Rocky, Lana Del Rey e Billie Eilish.

## Biografia
Tyler Okonma è nato a Los Angeles, California da padre nigeriano e madre afroamericana di origini canadesi. Lui stesso ha dichiarato di non aver mai conosciuto il padre, e ha trascorso i suoi primi anni di vita nella comunità di Ladera Heights e Hawthorne nell'area sud-occidentale di Los Angeles. All'età di quattordici anni impara a suonare il pianoforte. Nei suoi dodici anni di scuola, ha frequentato dodici differenti istituti fra Los Angeles e Sacramento.

### BastardeGoblin(2009-2012)

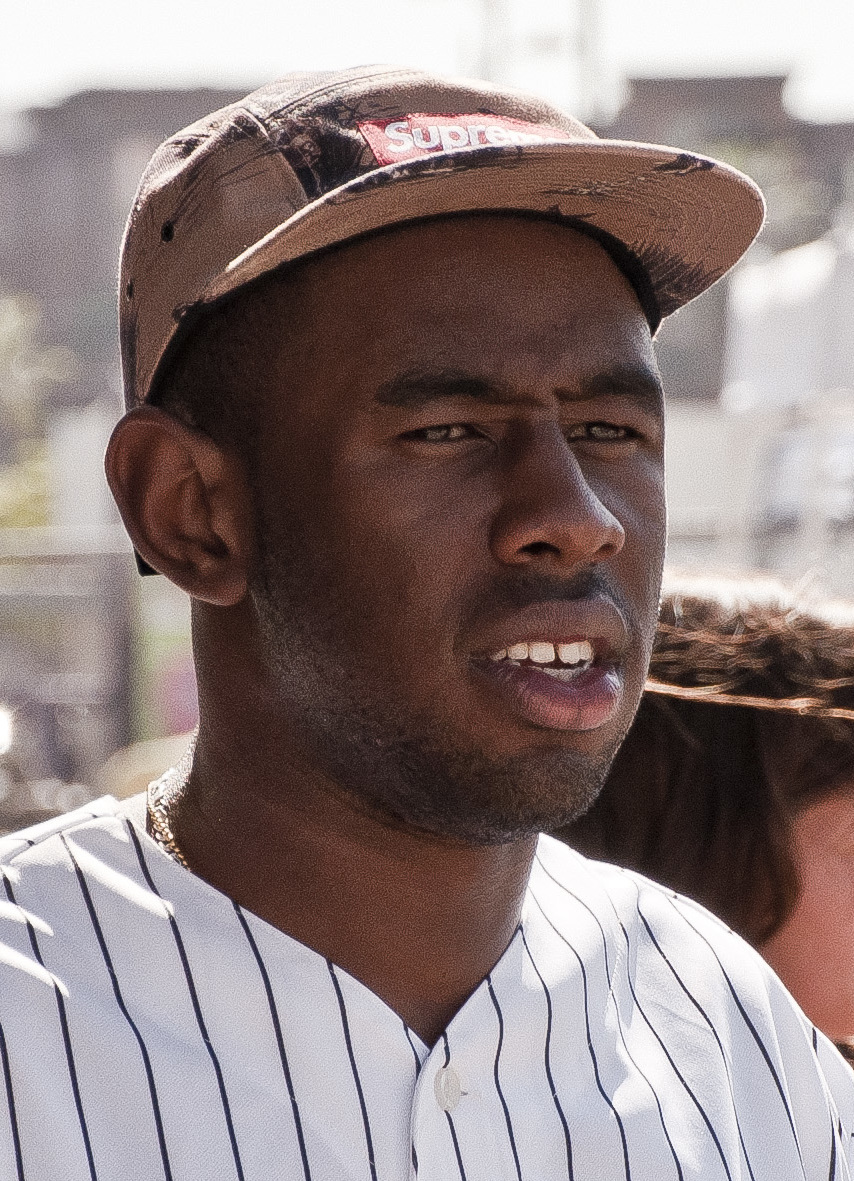
Tyler, the Creator nel 2012

Il 25 dicembre 2009, Tyler pubblica autonomamente il suo primo mixtape, Bastard (che Tyler stesso considera però come primo album). L'album arriva alla trentaduesima posizione della Pitchfork Media's List dei migliori album del 2010. L'8 ottobre 2010 viene pubblicato per il download digitale gratuito, il singolo Sandwitches, che vanta la collaborazione del collega degli Odd Future Hodgy, successivamente viene aggiunto in Goblin, suo primo album in studio, pubblicato il 10 maggio 2011.  L'11 febbraio 2011, Tyler pubblica il video musicale di Yonkers, il secondo singolo estratto dal suo primo album. Il video attira l'attenzione di numerose pubblicazioni online e il 15 maggio 2011 viene pubblicata una nuova versione "estesa" su iTunes. Dopo la pubblicazione di Yonkers, Tyler annuncia di aver firmato un contratto con l'etichetta XL Recordings, per la pubblicazione di un solo album. Tyler e Hodgy debuttano in televisione il 16 febbraio 2011, interpretando Sandwitches durante lo show televisivo Late Night with Jimmy Fallon. Il 16 marzo, Tyler e Hodgy interpretano Yonkers e Sandwitches durante gli MTVU Woodie Awards 2011, insieme agli altri membri degli Odd Future.
Tyler ha vinto come "miglior nuovo artista" agli MTV Video Music Awards 2011.

### WolfeLoiter Squad(2012-2014)
Tyler parla per la prima volta del suo secondo album Wolf agli inizi del 2010. Agli inizi del 2011 viene finalmente annunciata l'uscita dell'album per il 2012. Tyler rivela che nell'album sarà contenuto materiale su cui lavora sin dall'età di quindici anni.
Durante il periodo di attesa di Wolf, Tyler ha collaborato con versi in varie canzoni, come per esempio Trouble on My Mind del rapper Pusha T, Martians vs. Goblins di The Game, I'ma Hata di DJ Drama e Blossom & Burn dei Trash Talk.
Nello stesso anno Tyler annunciò che il gruppo avrebbe avuto un proprio programma televisivo, Loiter Squad. Tuttavia, bisognò aspettare un anno prima che lo show si concretizzasse. Infatti, solamente l'8 settembre lo show fu confermato ai fan, per poi debuttare il 25 marzo 2012.
Il 14 febbraio 2013 il canale YouTube degli Odd Future pubblicò un video che ritraeva protagonista L–Boy, collaboratore del gruppo. Proprio lui annunciò che Wolf sarebbe stato pubblicato il 2 aprile 2013. Lo stesso giorno, Tyler postò su Instagram le tre copertine dell'album.
Il primo singolo è Domo23, pubblicato il 14 febbraio 2013 assieme al video, che contiene camei dei colleghi del gruppo Odd Future Domo Genesis, Earl Sweatshirt, Jasper Dolphin e Taco.

### Cherry Bomb(2015-2016)

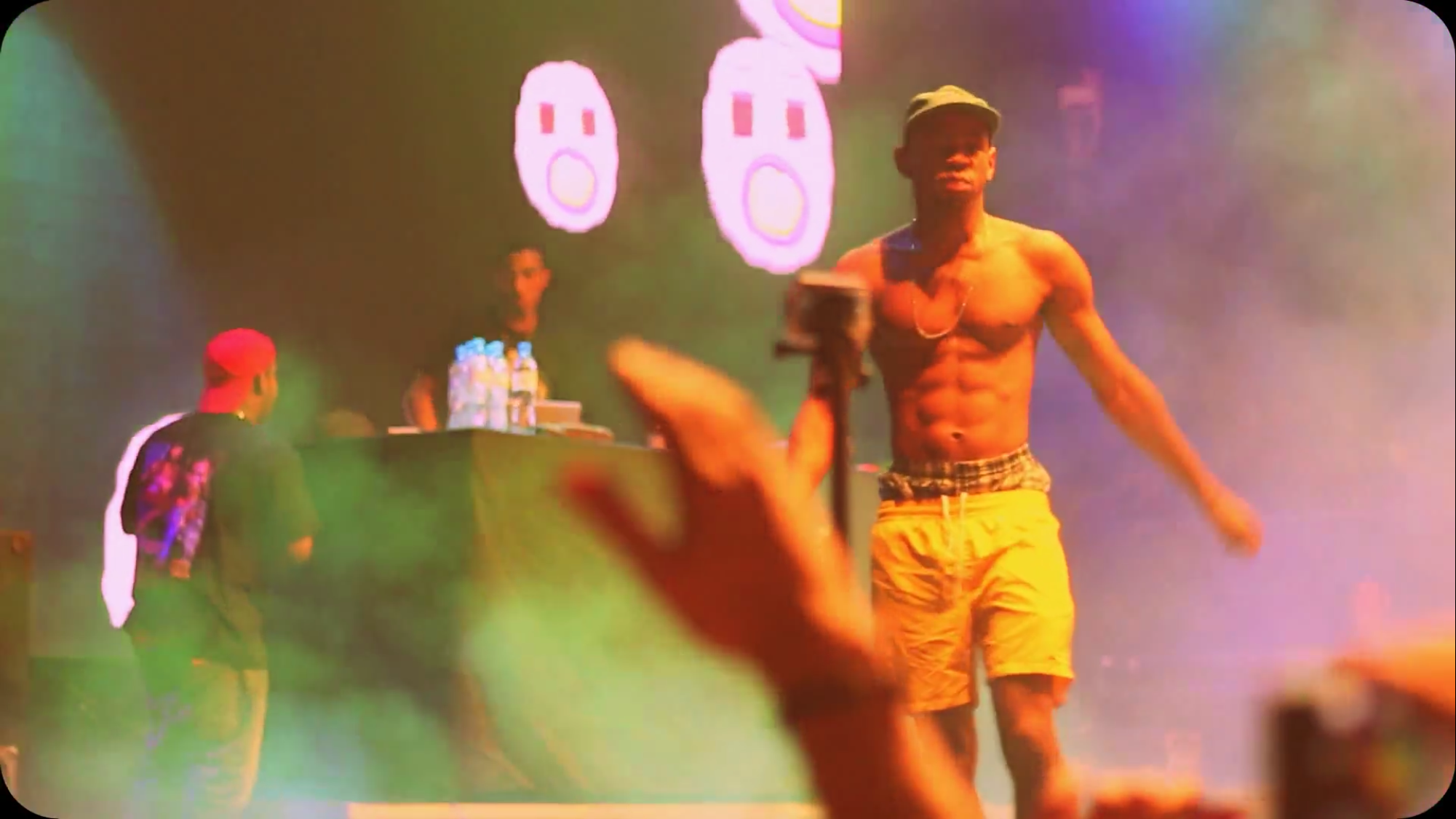
Tyler, the Creator in concerto a Mosca nel 2015

Il 9 aprile 2015 annuncia ufficialmente l'uscita del suo terzo album in studio, intitolato Cherry Bomb, anticipato il giorno stesso dai singoli Deathcamp e Fucking Young / Perfect e pubblicato il 13 aprile successivo. L'album, prodotto da Tyler stesso con il contributo del chitarrista degli Incubus Mike Einziger, segna un cambio stilistico rispetto agli album precedenti, con influenze R&B, jazz, rock e soul, e vede la partecipazione di vari artisti tra i quali Schoolboy Q, Charlie Wilson, Kanye West, Lil Wayne, Pharrell Williams e Kali Uchis.

### Flower Boy(2017-2018)
Il 29 giugno 2017 esce sul suo nuovo canale YouTube il video del singolo Who Dat Boy, in collaborazione con l'amico e collega ASAP Rocky, e dà il via ad un countdown su tutti i suoi account social. La stessa notte viene pubblicato un secondo brano, intitolato 911 / Mr. Lonely e in collaborazione con Steve Lacy e Frank Ocean. Il 6 luglio 2017, Tyler annuncia titolo, tracklist e data d'uscita del suo quarto album, Scum Fuck Flower Boy. Il disco è stato poi pubblicato il 21 luglio dello stesso anno sotto il titolo Flower Boy, ricevendo ottime recensioni dalla critica e debuttando alla seconda posizione della Billboard 200. Successivamente, Flower Boy ha ricevuto una candidatura ai Grammy Awards 2018 nella categoria di miglior album rap, regalando ad Okonma la sua seconda nomination dopo quella come collaboratore di Channel Orange di Frank Ocean, nominato come album dell'anno nel 2013; alle premaizioni è stato tuttavia battuto da Damn di Kendrick Lamar.
Il 22 ottobre 2017 è stata resa disponibile la terza serie TV realizzata da Okonma, intitolata The Jellies!.
Il 29 marzo 2018 Okonma ha pubblicato Okra, brano precedentemente scartato, insieme ad una serie di freestyle e remix. Il 22 maggio successivoè uscito un altro brano scartato, intitolato 435, e il 23 luglio ha pubblicato Potato Salad in collaborazione con ASAP Rocky, brano realizzato dai due rapper sul beat di Knock Knock di Monica e incluso nell'AWGE DVD Vol. 3, una video compilation realizzata da AWGE, l'agenzia creativa di ASAP Rocky. Inizialmente era stato annunciato che Potato Salad sarebbe stato il primo singolo estratto da un progetto collaborativo tra i due intitolato WANG$AP, il quale in realtà, secondo quanto poi affermato da Okonma, non è mai esistito.

### Igor(2019-2020)

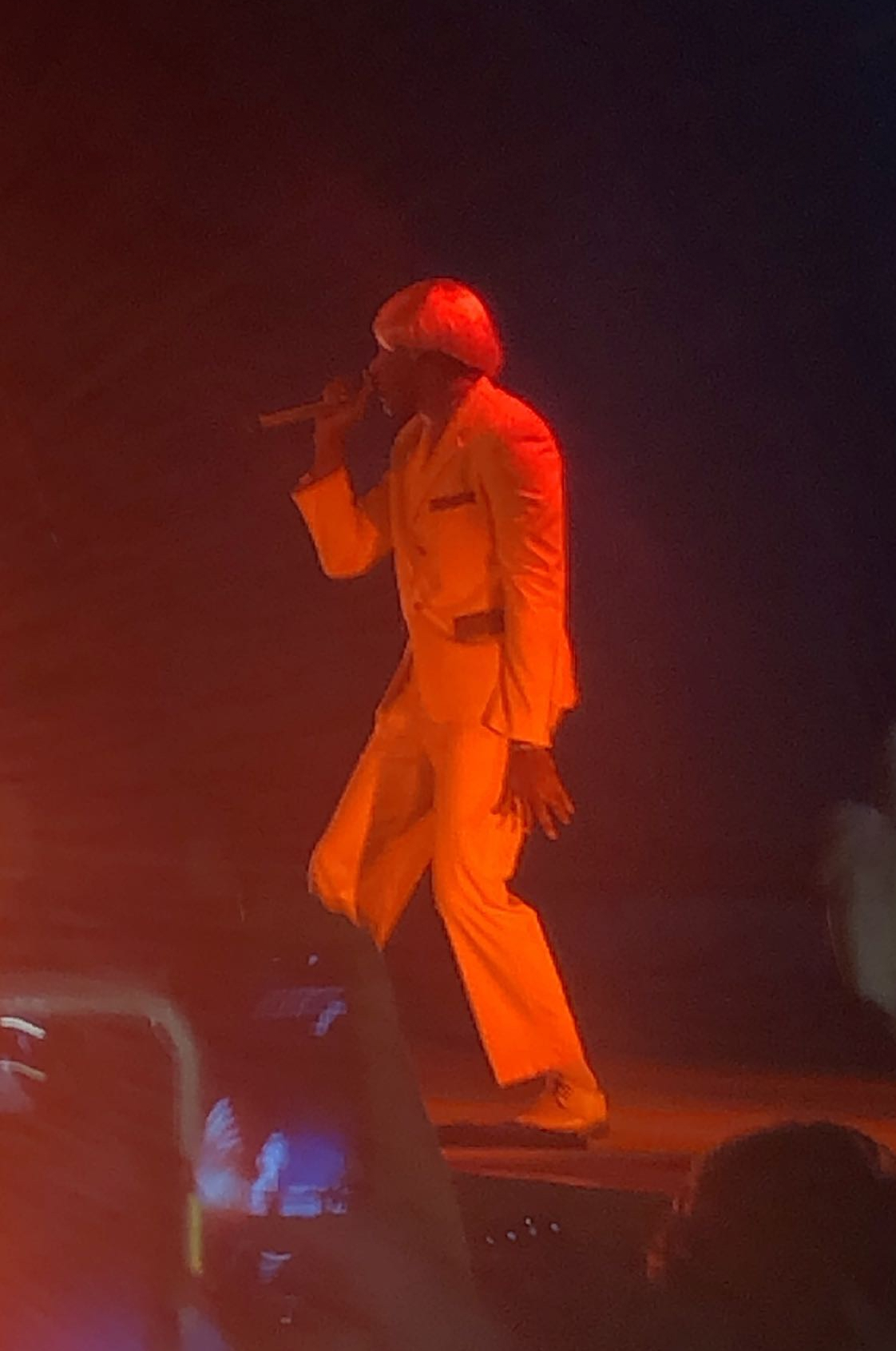
Tyler, the Creator in concerto nel 2019

Il 6 maggio 2019, Okonma ha pubblicato sui suoi profili social due snippet contenenti nuova musica nei quali indossava una parrucca bionda, un completo multicolore, degli occhiali da sole neri e dei grillz; questo stile si è poi rivelato essere quello del protagonista del suo nuovo album Igor, annunciato il 6 maggio e pubblicato il 17 dello stesso mese. Nel disco, acclamato dalla critica, Okonma sperimenta con funk, R&B e soul mentre racconta di un triangolo amoroso fra il suo alter ego Igor, protagonista del progetto, e due amanti, uno maschile e uno femminile. L'album ha debuttato in vetta alla Billboard 200, diventando il primo disco di Tyler a raggiungere tale traguardo, mentre Earfquake, l'unico singolo estratto dal progetto, ha raggiunto la tredicesima posizione della Billboard Hot 100, diventando il brano di Tyler con il posizionamento più alto nella classifica. Il 25 gennaio 2020 ha pubblicato due brani che erano stati esclusi da Igor: Best Interest (accompagnato da un videoclip) e Group B.
Il 26 gennaio 2020, Igor ha vinto il premio di miglior album rap ai Grammy Awards 2020. Durante la conferenza stampa successiva alla premiazione, Tyler ha criticato il premio ricevuto affermando:
Ciò in riferimento al fatto che Igor, come molti album di altri artisti di colore, vengano nominati solo nelle categorie Best Rap Album o Best Urban Contemporary Album (quest'ultima considerata da molti come una categoria razzista, ed infatti rinominata dall'edizione 2021) e non in categorie più importanti perché realizzati da artisti di colore, anche quando non presentano necessariamente uno stile puramente rap (come Igor stesso).

### Call Me If You Get Lost(2021-2023)

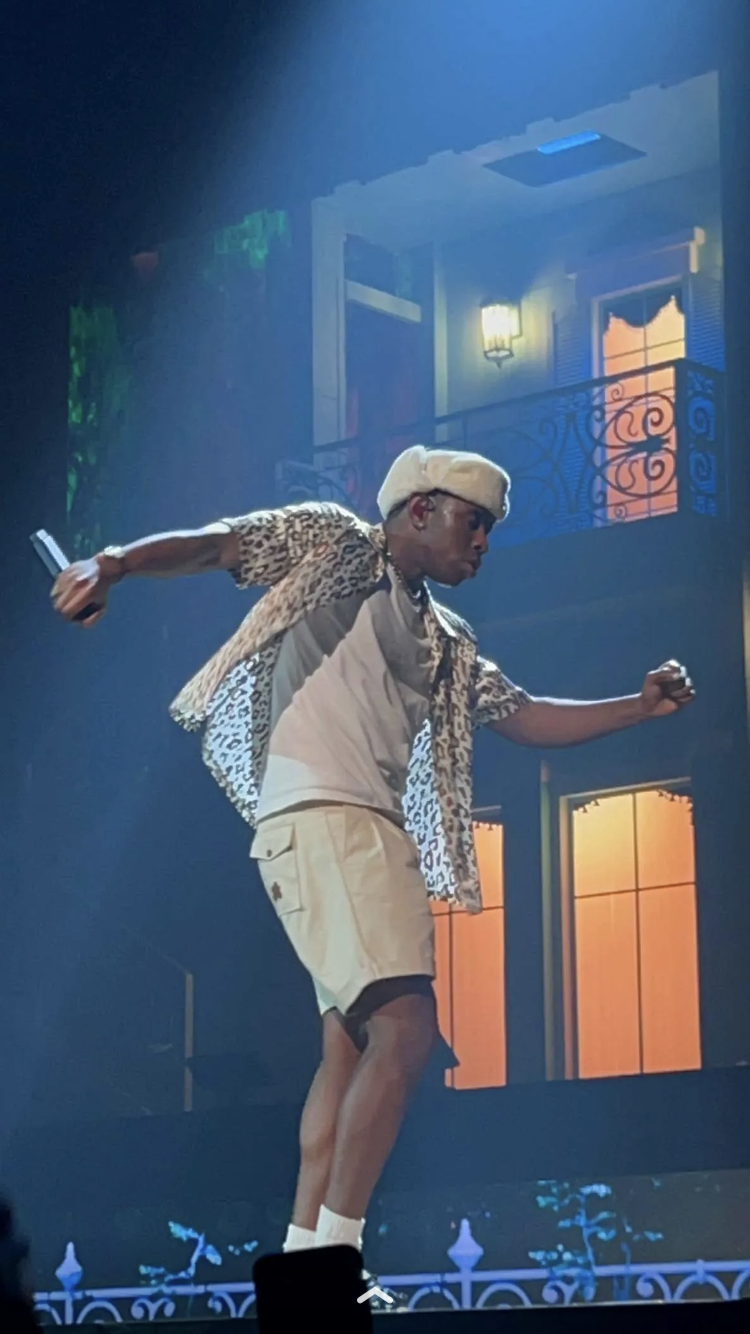
Tyler, the Creator si esibisce nel 2022

Il 10 giugno 2021 nei pressi di Los Angeles vengono avvistati dei tabelloni pubblicitari con la frase «Call Me If You Get Lost» e un numero telefonico, che se chiamato riproduceva un messaggio registrato di una conversazione tra quelli che sembrano essere Tyler e sua madre, il quale inizia a far spargere voci di corridoio sull'imminente annuncio del nuovo progetto dell'artista. Il 14 giugno sui profili social del rapper viene pubblicato un breve video teaser intitolato Side Street, in cui negli ultimi secondi compare a schermo la stessa scritta dei tabelloni pubblicitari, che viene ripubblicata dallo stesso Tyler su Twitter il giorno seguente, confermando il suo coinvolgimento nell'operazione pubblicitaria del suo nuovo progetto. 
Il 16 giugno esce un nuovo singolo intitolato Lumberjack, accompagnato dal relativo videoclip, diretto da Tyler stesso e il giorno successivo il rapper conferma sui social tramite la pubblicazione della copertina e la data di uscita, fissata per il 25 giugno, il suo sesto album in studio, intitolato proprio Call Me If You Get Lost. Nei giorni seguenti, chiamando al numero telefonico affisso sui tabelloni vengono riprodotti numerosi messaggi registrati della durata di pochi secondi, nei quali è possibile ascoltare alcuni estratti musicali dell'album. Il 22 giugno viene esce un secondo videoclip, sempre diretto da Tyler, per il singolo WusYaName e il giorno successivo sul canale YouTube dell'artista viene pubblicato un breve sketch comico intitolato Brown Sugar Salmon. Infine il 25 giugno l'album, contenente 16 tracce e numerosi featuring con artisti di spicco come DJ Drama, 42 Dugg, Pharrell Williams, Lil Wayne, Lil Uzi Vert e YoungBoy Never Broke Again, viene pubblicato, accompagnato dal video musicale della traccia Juggernaut. L'album è stato premiato ai Grammy Awards 2022 nella categoria di migliore album rap ed è stato promosso da un tour nelle arene di Nord America e Oceania, oltre a diverse esibizioni di Okonma ad alcuni festival musicali europei.
Il 25 marzo 2022, Okonma è apparso in due tracce dell'album di Nigo I Know Nigo!: Lost and Found Freestyle, che ha anche visto la partecipazione di ASAP Rocky, e Come On, Let's Go. Due giorni dopo ha annunciato che avrebbe pubblicato una riedizione del suo ultimo progetto, intitolata Call Me If You Get Lost: The Estate Sale, la quale avrebbe contenuto brani registrati per la versione originale dell'album ma che erano stati scartati; ha anche pubblicato il primo estratto Dogtooth, accompagnato da un video musicale. Il 29 marzo ha pubblicato un secondo singolo, Sorry Not Sorry, anch'esso accompagnato da un videoclip. Il 31 marzo ha pubblicato The Estate Sale, contenente otto tracce bonus e le collaborazioni di Vince Staples, ASAP Rocky e YG, insieme al video musicale della collaborazione con ASAP Rocky Wharf Talk.

### ChromakopiaeDon't Tap the Glass(2024-presente)
Il 13 aprile 2024 si è esibito come artista principale nell'ambito del Coachella Valley Music and Arts Festival, mettendo in scena un'esibizione lodata dalla critica e portando come ospiti Childish Gambino, ASAP Rocky, Kali Uchis e Charlie Wilson.
Il 16 ottobre 2024 annuncia, attraverso un'anteprima dell'inedito St. Chroma, l'uscita imminente del suo settimo album, intitolato Chromakopia e fissata al 28 ottobre seguente. Il primo estratto, Noid, è stato messo in commercio il 21 ottobre insieme al rispettivo videoclip ufficiale interpretato dall'attrice Ayo Edebiri.
A poco più di otto mesi dall'uscita di Chromakopia, Tyler ha messo in commercio il suo nono album in studio, Don't Tap the Glass, il 21 luglio 2025.

## Controversie

### Accuse di omofobia
Tyler è stato spesso accusato di omofobia, in particolar modo per il suo uso frequente del termine "faggot" (traducibile in italiano come "frocio") nei propri testi e su Twitter. Tyler si è difeso sostenendo di aver utilizzato il termine appositamente per colpire l'attenzione e scandalizzare. Tuttavia dei versi in alcune tracce di Flower Boy  (precisamente Foreword, Garden Shed e I Ain't Got Time) sono state viste come un coming out, confermato successivamente da Tyler in un'intervista ad XXL, dove rivela di aver avuto un fidanzato quando aveva 15 anni, per poi precisare in un tweet di aver usato la parola fidanzato come «una figura retorica». Nei testi dell'album del 2019 Igor, Tyler parla apertamente di essersi innamorato di un ragazzo. Questo, assieme ai testi di Flower Boy, fa pensare ad una probabile bisessualità del cantante, seppur ancora mai confermata in maniera chiara da lui stesso pubblicamente.

### Accuse di misoginia
Tyler è stato inoltre criticato per la sua descrizione della violenza sulle donne e l'inclinazione a ricorrere a testi misogini. Un giornalista del Time Out Chicago ha scritto che uno dei temi ricorrenti dell'album Goblin è lo stupro mentre Hermione Hoby di The Guardian ha scritto che «le fantasie di stupro e omicidio di Tyler sono abbastanza realistiche da far venire il vomito». The Fader ha sottolineato l'utilizzo per 68 volte del termine "bitch" ("cagna") nei 73 minuti che compongono la durata totale di Goblin. In risposta alle critiche nei confronti dei suoi testi mosse dal duo femminile canadese Tegan and Sara, Tyler ha scritto su Twitter: «If Tegan and Sara need some hard dick, hit me up!» (Se Tegan e Sara hanno bisogno di un po' di cazzo duro, si facciano sentire!).

### Questioni legali

Firma di Tyler, the Creator

Il 22 dicembre 2011 Tyler Okonma è stato arrestato durante un'esibizione al Roxy Theatre a West Hollywood, in quanto sospettato di vandalismo per la presunta distruzione di apparecchiature audio appartenenti al locale e per colpi di pistola esplosi in aria. È stato rilasciato dietro pagamento di una cauzione di 20 000 dollari.

## Discografia

### Album in studio
- 2009 – Bastard
- 2011 – Goblin
- 2013 – Wolf
- 2015 – Cherry Bomb
- 2017 – Flower Boy
- 2019 – Igor
- 2021 – Call Me If You Get Lost
- 2024 – Chromakopia
- 2025 – Don't Tap the Glass

### EP
- 2018 – Music Inspired by Illumination & Dr. Seuss' The Grinch

### Collaborazioni
- 2008 – The Odd Future Tape (con Odd Future)
- 2010 – Radical (con Odd Future)
- 2012 – The OF Tape Vol. 2 (con Odd Future)

### Singoli

#### Come artista principale
- 2010 – Sandwitches (featuring Hodgy Beats)
- 2011 – Yonkers
- 2011 – She (featuring Frank Ocean)
- 2012 – Rella (con Hodgy Beats e Domo Genesis)
- 2012 – NY - Ned Flanders (con Hodgy Beats)
- 2013 – Domo23
- 2015 – Deathcamp
- 2015 – Fucking Young / Perfect
- 2017 – Who Dat Boy (feat. ASAP Rocky)
- 2017 – 911 / Mr. Lonely (feat. Frank Ocean e Steve Lacy)
- 2017 – Boredom (feat. Rex Orange County e Anna of the North)
- 2017 – I Ain't Got Time!
- 2017 – See You Again (feat. Kali Uchis)
- 2018 – Okra
- 2018 – 435
- 2018 – Peach Fuzz
- 2018 – Potato Salad (con ASAP Rocky)
- 2019 – Earfquake ( feat. Playboi Carti)
- 2020 – Best Interest
- 2020 – Group B
- 2021 – Tell Me How
- 2021 – Lumberjack
- 2021 – WusYaName
- 2023 – Dogtooth
- 2023 – Sorry Not Sorry
- 2024 – Noid

#### Come artista ospite
- 2011 – Trouble on My Mind (Pusha T feat. Tyler, the Creator)
- 2013 – Whoa (Earl Sweatshirt feat. Tyler, the Creator)
- 2016 – Go (Gas) (Domo Genesis feat. Wiz Khalifa, Juicy J e Tyler, the Creator)
- 2016 – Telephone Calls (ASAP Mob feat. ASAP Rocky, Tyler, the Creator, Playboi Carti e Yung Gleesh)
- 2017 – Biking (Frank Ocean feat. Jay-Z e Tyler, the Creator)
- 2018 – After the Storm (Kali Uchis feat. Tyler, the Creator e Bootsy Collins)
- 2019 – U Say (GoldLink feat.Tyler, the Creator e Jay Prince)
- 2019 – Castaway (Yuna feat. Tyler, the Creator)
- 2020 – 327 (Westside Gunn feat. Joey Badass, Tyler, the Creator, Billie Esco)
- 2020 – Something to Rap About (Freddie Gibbs, The Alchemist feat. Tyler, the Creator)
- 2020 – T.D (Lil Yachty & Tierra Wack feat. ASAP Rocky, Tyler, the Creator)
- 2020 – Fuego (Channel Tres feat. Tyler, the Creator)
- 2021 – Gravity (Brent Faiyaz & DJ Dahi feat. Tyler, the Creator)
- 2022 – Cash In Cash Out (Pharell Williams feat. 21 Savage, Tyler, the Creator)
- 2024 – Cracc Era (Maxo Kream feat. Tyler, the Creator)
- 2025 - P.O.V. (Clipse feat. Tyler, the Creator)

## Tournée
- 2013 – Wolf Tour
- 2015 – Cherry Bomb Tour
- 2017/18 – Flower Boy Tour
- 2019 – Igor Tour
- 2022 – Call Me If You Get Lost Tour
- 2025 – Chromakopia: the World Tour

Tour promozionali
- 2016 – Okaga, CA Tour

## Filmografia

### Attore

#### Cinema
- Jackass Forever, regia di Jeff Tremaine (2022)
- Marty Supreme, regia di Josh Safdie (2025)

#### Televisione
- Workaholics – serie TV, episodio 2x01 (2011)
- The Mindy Project – serie TV, episodio 1x10 (2012)
- Loiter Squad – serie TV, 31 episodi (2012-2014)
- Axe Cop – serie TV, 3 episodi (2013-2015)
- Kidding - Il fantastico mondo di Mr. Pickles (Kidding) – serie TV, episodi 2x07-2x09 (2020)

### Doppiatore
- Piece by Piece, regia di Morgan Neville (2024)